# Jean Pastelot
 (juillet 2016).
Si vous disposez d'ouvrages ou d'articles de référence ou si vous connaissez des sites web de qualité traitant du thème abordé ici, merci de compléter l'article en donnant les références utiles à sa vérifiabilité et en les liant à la section « Notes et références ».
Jean Amable Amédée Pastelot, né le 2 novembre 1818 à Moulins et mort le 28 juillet 1870 dans le 18e arrondissement de Paris, est un peintre, illustrateur et caricaturiste français.

## Biographie
Jean Amable Amédée est le fils d'Amable Denis Pastelot, artiste dramatique, et de Pauline Marie Élisabeth Launay dit Moliny. Il épouse le 12 février 1857 Zoé Olympe Pastelot, sa cousine germaine, modiste, avec laquelle il a trois fils.
Il a collaboré à l’Illustration, au Charivari, au Journal amusant et au Boulevard.
Il a été le maître de Luigi Loir (1845-1916), qui entre à son service en 1863 et fera de la peinture décorative avec lui.